# Doto millbayana
Doto millbayana is een slakkensoort uit de familie van de kroonslakken (Dotidae). De wetenschappelijke naam van de soort werd in 1976 voor het eerst geldig gepubliceerd door Lemche.
Volgens DNA-onderzoek is deze soort mogelijk dezelfde als de veelstippige kroonslak (Doto dunnei).

## Beschrijving
Doto millbayana is een kleine Doto-soort van de coronata-groep, met typisch 6 paar cerata bij volwassenen exemplaren. De ceratale tuberkels hebben eindstandige, ronde, kastanjebruine rode vlekken en extra onregelmatige rode vlekken. Het lichaam is wit met schaarse vlekken van rood pigment. De rinofoorscheden hebben wit pigment aan de randen.
Dit dier voedt zich uitsluitend met de zeeborstel (Plumularia setacea). Deze hydroïdpoliep groeit op grotere hydroïdpoliepen zoals de gewone kranspoliep (Nemertesia antennina) en de vertakte kranspoliep (Nemertesia ramosa). Een grotere vorm van Plumularia setacea groeit ook tussen sponzen in stroomversnellingen of sterke stromingen en kan ook D. millbayana herbergen.

## Verspreiding
Het verspreidingsgebied van Doto millbayana loopt vanaf de westkust van de Britse Eilanden en de Ierse Zee en tot aan Shetland in het noorden. Deze soort werd in 1976 beschreven, daarom is er behoefte aan aanvullende nieuwe waarnemingen. Deze soort kan worden onderscheiden van de roodgevlekte kroonslak (D. coronata) door het ontbreken van rood pigment op de binnenvlakken van de cerata.